# ランニング・ワイルド
ランニング・ワイルド（Running Wild）は、ドイツ出身のスピードメタル・バンド。
「アクセプト」らと並んでジャーマンメタルの草創期から活動し、海賊をモチーフにしたスタイルを展開している古参のグループ。2009年に解散するも、撤回して再始動を果たしている。

## 略史

### 1976年 - 1990年

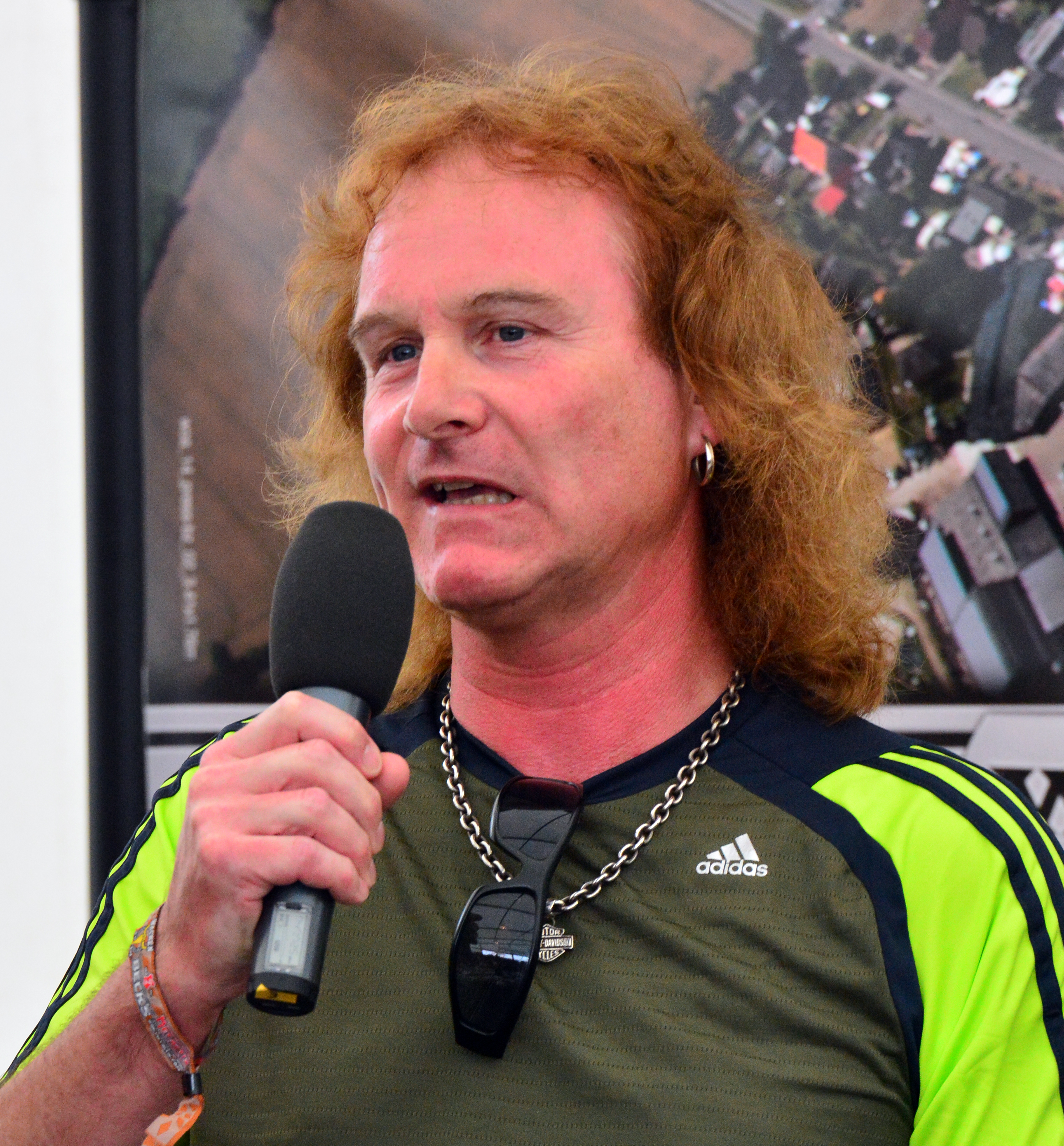
主宰ロックン・ロルフ (2014年)

1976年　前身となるスクール・バンド「Granite Hearts」結成。当初のメンバーは以下のとおり。
G,Vo：ロックン・ロルフ
G：ウヴェ・ベンディヒ
B：ヨルグ・シュワルツ
Ds：ミハエル・ホフマン
結成からまもなく、ベースがカースティン・ダヴィドにチェンジ。
この年の内に初のライブを経験する。
1979年　バンド名をランニング・ワイルドに変更。「ジューダス・プリースト」の前年にリリースされた同名曲にちなむ。
1981年　デモテープ、「Hallow The Hell」「War Child」「King Of The Midnight Fire」をレコーディング。ベーシストはマティアス・カウフマンに、ドラマーはハッシェ（ヴォルフガング・ハーゲマン）にそれぞれチェンジしている。
1983年　マティアスが兵役のために脱退。ほぼ同時にウヴェも脱退する。後任には、ギタリストにプリーチャー（ゲラルド・ヴァーネッケ）、ベーシストにステファン・ボリスが迎えられた。
新しいデモテープ、「Heavy Metal Like A Hammerblow」を製作。
新興レーベルノイズのコンピレーション・アルバム『Rock From Hell』に、「Heavy Metal Like〜」から「Adrian」「Chains & Leather」の2曲を提供。このアルバムにはグレイヴ・ディガーも参加していた。
1984年　ノイズのコンピレーション・アルバム『Death Metal』に「Iron Heads」「Bones To Ashes」の2曲を提供。
ノイズと正式に契約し、6月にデビュー・アルバムのレコーディングを開始。
1stアルバム『Gates To Purgatory』リリース。
シングル「Victim Of States Power」リリース。このシングルにはそもそもタイトルが付けられておらず、便宜的に「Walpurgis Night」と呼ばれていた。
10月、デビュー後初のライブ。グレイヴ・ディガーとシナーとのライブだった。
1985年　4月、シナーとともにドイツ国内をツアー。
神学を学んでいたプリーチャーが脱退、聖職者に転身した。これに伴い、ギタリストとしてマイク・モティが加入。
2ndアルバム『Branded And Exiled』リリース。
1986年　モトリー・クルーのヨーロッパツアーのオープニングアクトに大抜擢される。
5月、初のアメリカツアーを行う。
1987年　3rdアルバム『Under Jolly Roger』リリース。前2作の悪魔的イメージを払拭し、現在まで引き継がれる海賊のイメージを確立。
ベーシストがステファンからヤンス・ベッカーに、ドラマーがハッシェからステファン・シュワルツマンにチェンジ。
4月、ヘッドライナーとして初めてヨーロッパツアー。
10月、「Ready For Boarding」と銘打ってヨーロッパツアー。
1988年　前年の「Ready〜」ツアーから、ドイツ・ミュンヘンおよびボーフムでのライブを録音したライブアルバム『Ready for Boarding』をリリース。未発表曲「Puragatory」も披露している。
4thアルバム『Port Royal』リリース。
ステファンがU.D.O.に引き抜かれ、後任にイアン・フィンレイが加入。
1989年　イアンが腕を骨折し、ツアーのための代役にヨルグ・マイケルが起用される。
先行シングル「Bad To The Bone」リリース。
5thアルバム『Death Or Glory』リリース。
ツアーに合わせてシングルのレコーディングを開始。
1990年　シングル「Wild Animal」リリース。
イアンが脱退し、ヨルグを再びツアーメンバーとして起用。
1月、1ヵ月半にわたる「Death Or Glory」ツアーが大成功を収める。
5月、『Death〜』の日本盤がリリースされ、デビュー6年目、アルバム5枚目にして日本デビューを飾る。
正式ドラマーとして、バンドのローディーだったA.C.が加入。
マイクが脱退し、後任にシンバルメーカーパイステの社員だったアクセル・モーガンが加入。

### 1991年 - 2000年
1991年　シングル「Little Big Horn」をリリース。
4月、3ヶ月にわたるヨーロッパツアーがスタート。
5月、6thアルバム『Blazon Stone』リリース。売り上げ12万枚を記録。
初のベスト・アルバム『The First Years Of Piracy』リリース。全曲『Blazon Stone』時のメンバーによってリ・レコーディングが行われている。
ツアー終了後、ヤンスとA.C.が脱退。
1992年　新しいリズム隊を、U.D.Oから引き抜く。ベーシストはトーマス・ズムズンスキー、ドラマーは出戻る形になったステファン・シュヴァルツマン。
7月、シングル「Lead Or Gold」リリース。
9月、7thアルバム『Pile of Skulls』リリース。
11月、ロルフとアクセルがプロモーションのために来日。
1993年　1月、ツアースタート。
ツアー終了後、『Pile〜』レコーディングからロルフとの関係が悪化していたアクセル、ステファンの2人が解雇される。
12月、ギタリストとして元リスクのシロ・ハーマンが加入。ドラマーは以前ツアーに帯同したヨルグ・マイケルを正式メンバーに迎える。
1994年　2月、先行シングル「The Privateer」リリース。
4月、8thアルバム『Black Hand Inn』リリース。翌月からグレイヴ・ディガーとともにヨーロッパツアー。
1995年　6月、レイジ、グレイヴ・ディガー、ガンマ・レイ、アイスド・アースなどとともに、「Summer Metal Meeting」と銘打たれたパッケージツアー。
10月、9thアルバム『Masquerade』リリース。このアルバムを最後に、レコード会社をノイズ・レコードからG.U.N.に移籍。
1996年　「Masquerade」ツアー。
1998年　10thアルバム『The Rivalry』リリース。
日本オリジナル選曲で、ロルフも選曲に参加したベスト・アルバム『The Story of Jolly Roger』リリース。
3月、ストラトヴァリウスへの専念を理由にヨルグが脱退。翌月からのドイツツアーにはレイジのクリス・エフティミアディアスを起用。
9月、再度のドイツツアーが、ロルフのガールフレンドの急病のためキャンセルされる。
1999年　『Death〜』から『Masquerade』までの5枚が、ノイズからリマスターバージョンとして再発される。
新作のレコーディングに向け、スタジオ・ドラマーとしてアンジェロ・サッソを起用。
2000年　　1月、11thアルバム『Victory』リリース。
3月、ドイツツアー。ドラマーとして再びクリスを起用。
スウェーデン、ドイツ、スペインなど、ヨーロッパ各地でのロック・フェスティバルに多数出演。

### 2001年 - 2010年

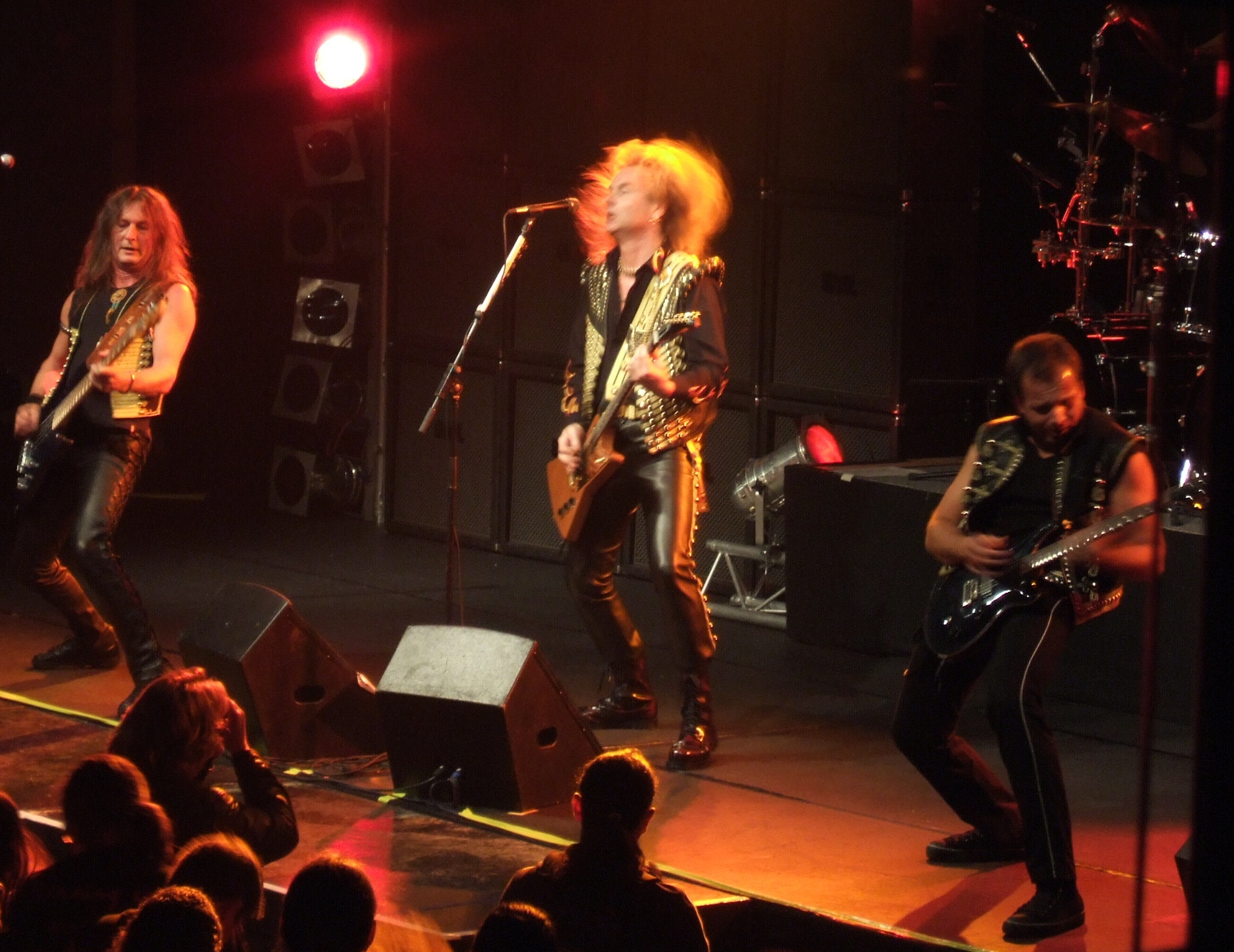
ドイツ・ボン公演 (2005年9月)

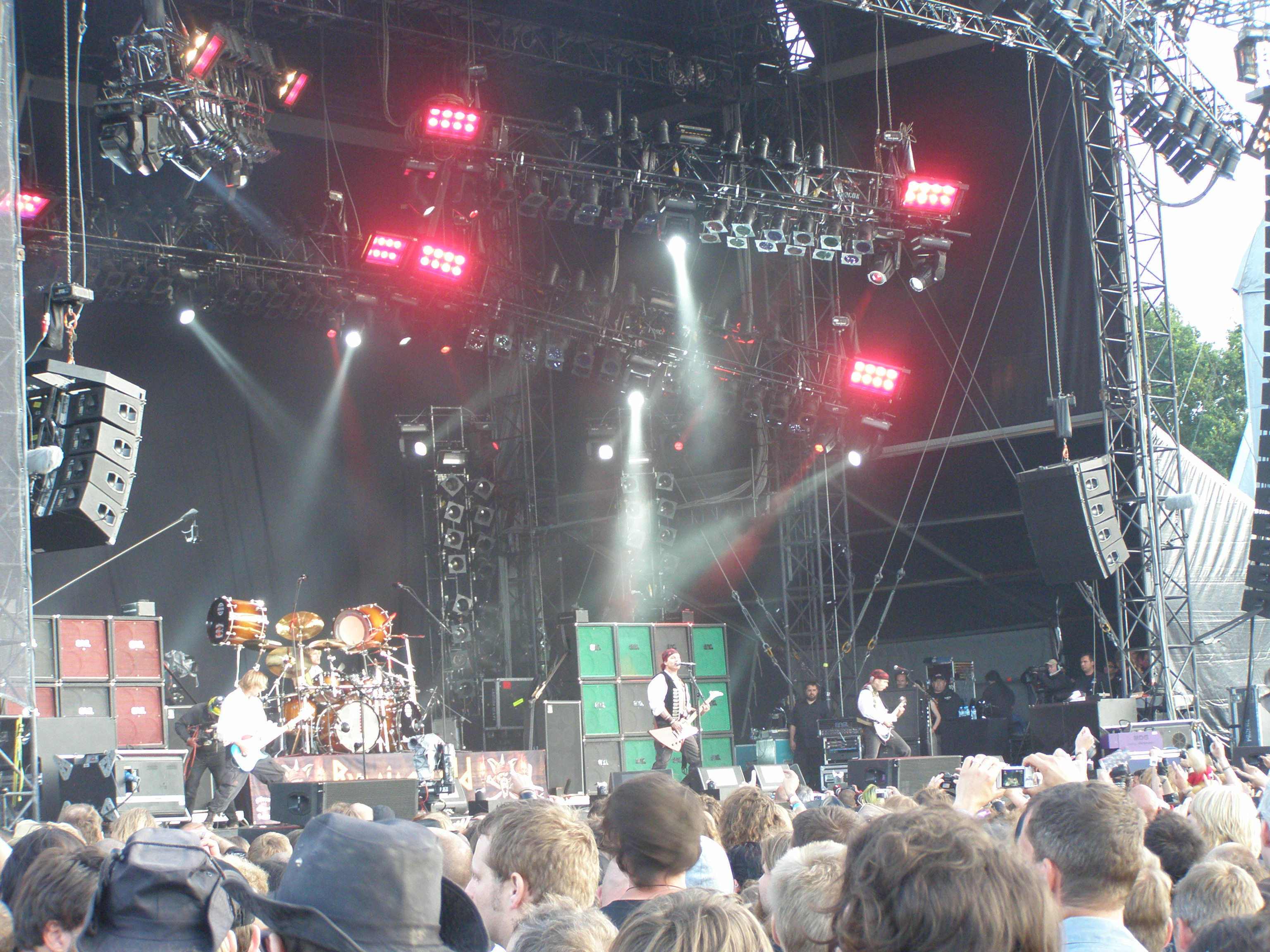
ドイツ・ヴァッケン公演 (2009年7月)

2001年　シロ、トーマスが脱退。ベーシストとしてペーター・ピヒェルを迎え、ロルフがギタリスト兼務、スタジオ・ドラマーは再びアンジェロという形で新作のレコーディングを開始。
2002年　2月、12thアルバム『The Brotherhood』リリース。
3月、ライヴギタリストとしてベアンド・アウファーマンが、正式ドラマーとしてマティアス・リーベトゥルースが加入し、このメンバー4人でドイツツアー。
6月、イタリアの「Gods Of Metal Festival」に出演。この年のフェスティバルにはマノウォー、ブラインド・ガーディアン、シンフォニー・エックスなども出演した。
9月、オスナブリュックでのライブを収録した『Live』を2CD、CD&DVD、DVDの形でそれぞれリリースされた。
2003年　8月、ドイツの「Wacken Open Air」に出演。
9月、デビュー20周年を記念したアルバム『20 Tears In History』リリース。
2004年　『20 Years〜』が日本でキングレコードからリリースされる。
2005年　13thアルバム『Rouges En Vogue』リリース。この後、ギタリストのピーター・ジョーダンが加入。
2009年　7月30日、Wacken Open Airへの出演を最後に解散。

### 2011年 - 現在
2011年　秋頃、ロルフが再結成を発表。復活作『Shadowmaker』を2012年4月にリリース。
2013年　再結成後2作目（通算15作目）のアルバム『Resilient』を10月にリリース。
2016年　16thアルバム『Rapid Foray』を8月にリリース。
2021年　5年ぶりの17thアルバム『Blood on Blood』をリリース。
2023年　ジャーマンメタル全盛期時代のメンバーギタリスト、マイク・モティが死去。

## 補足
1992年に、ロックン・ロルフと、当時のギタリスト アクセル・モーガンが、プロモーションのために来日したのみで、日本でライブが行われたことはない。理由の一つとして、ロルフが大の飛行機嫌いである点が大きい。同様の理由で、アメリカ大陸でもライヴをしていない。
1990年代に東芝EMI・ビクターが日本盤を発売していたが、2002年以降のスタジオ・アルバムは日本盤が発売されず、2013年に『レジリエント』がスピリチュアル・ビーストからしばらくぶりに日本発売された。

## メンバー
※2023年2月時点

### 現ラインナップ
- ロックン・ロルフ (Rolf "Rock'n'Rolf" Kasparek) - ボーカル/ギター (1976- )
- ピーター・ジョーダン (Peter Jordan) - ギター (2004- )
- オーレ・ヘンペルマン (Ole Hempelmann) - ベース (2015- )
- マイケル・ウォルパース (Michael Wolpers) - ドラムス (2015- )

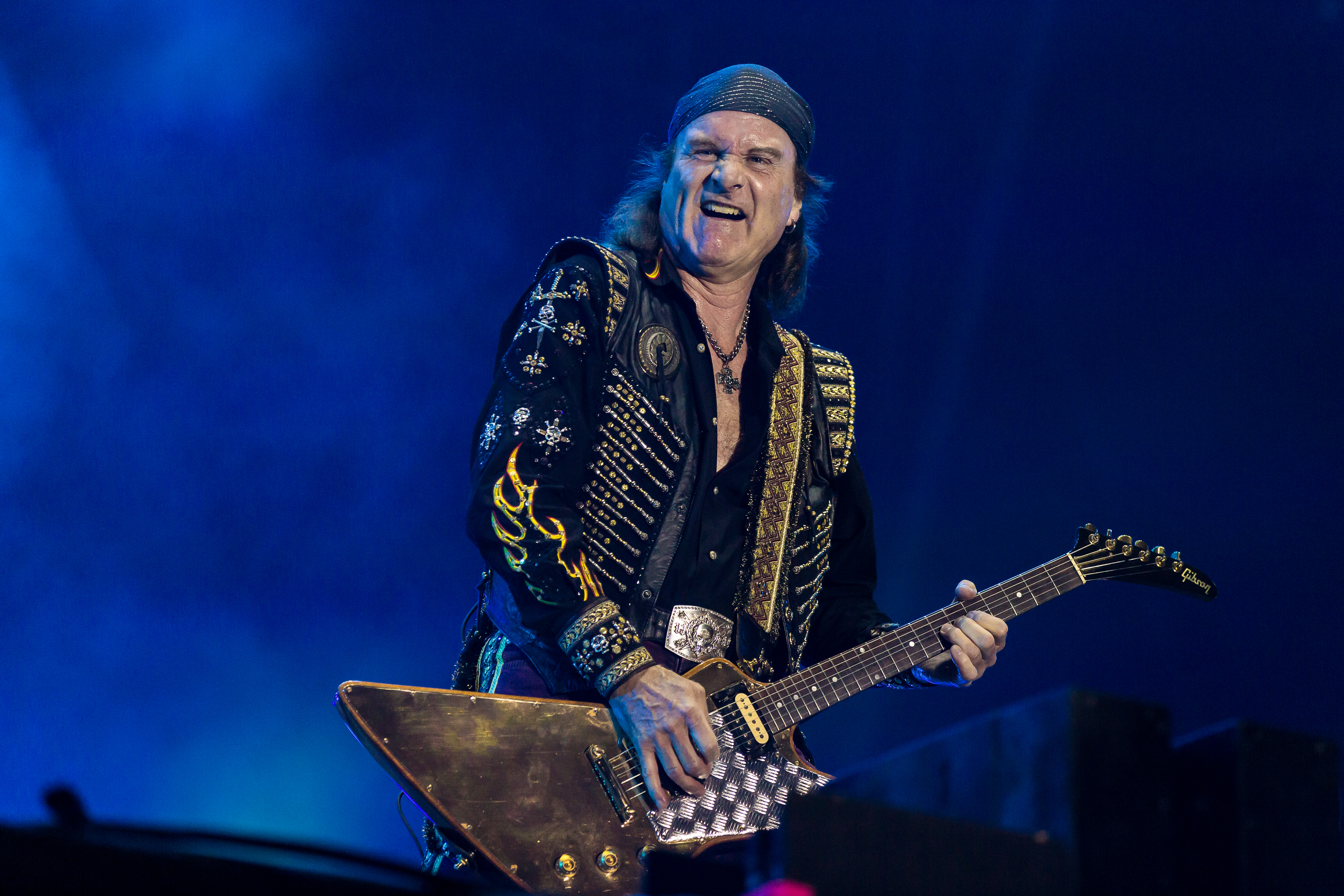
ロックン・ロルフ(Vo/G) 2022年
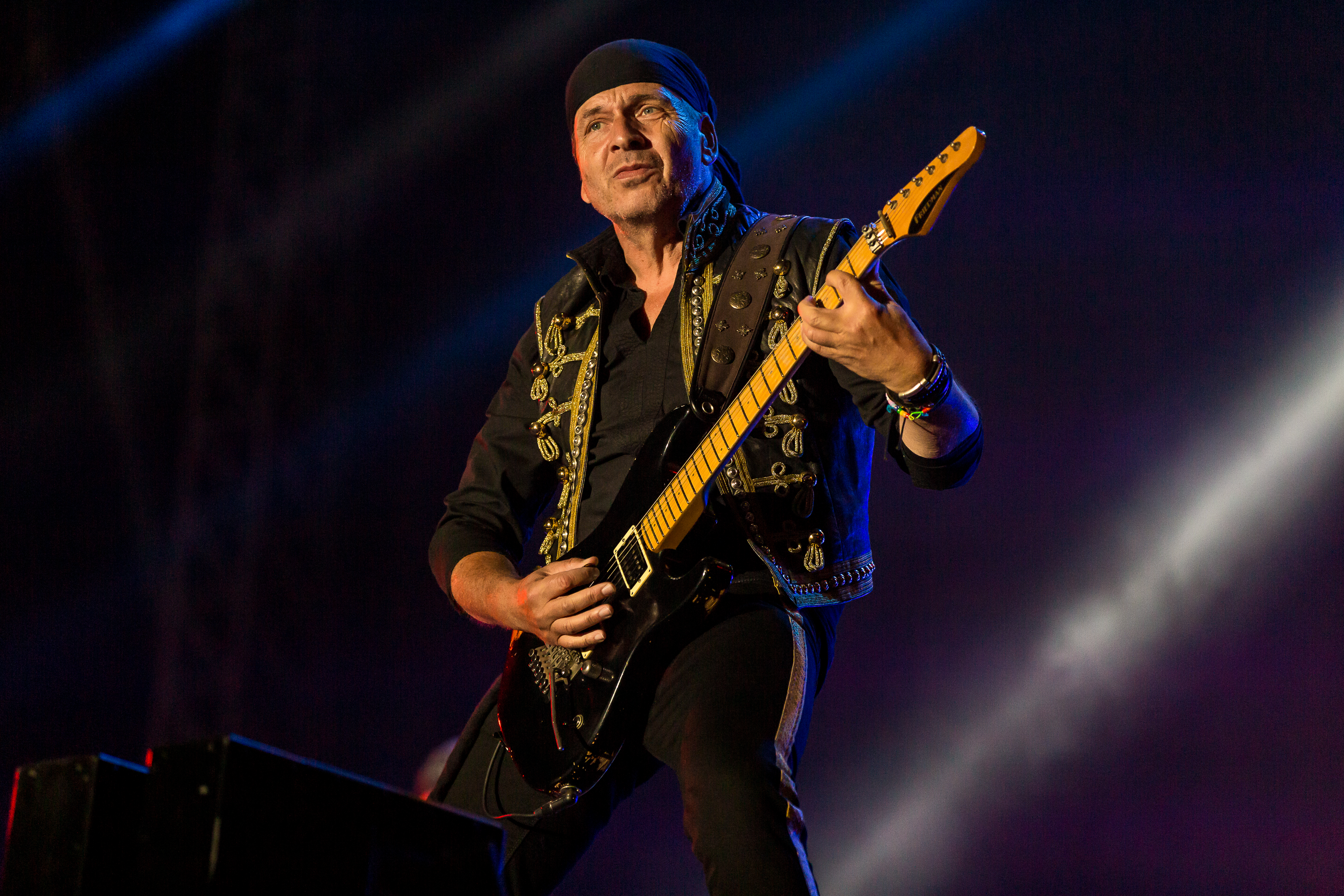
ピーター・ジョーダン(G) 2022年
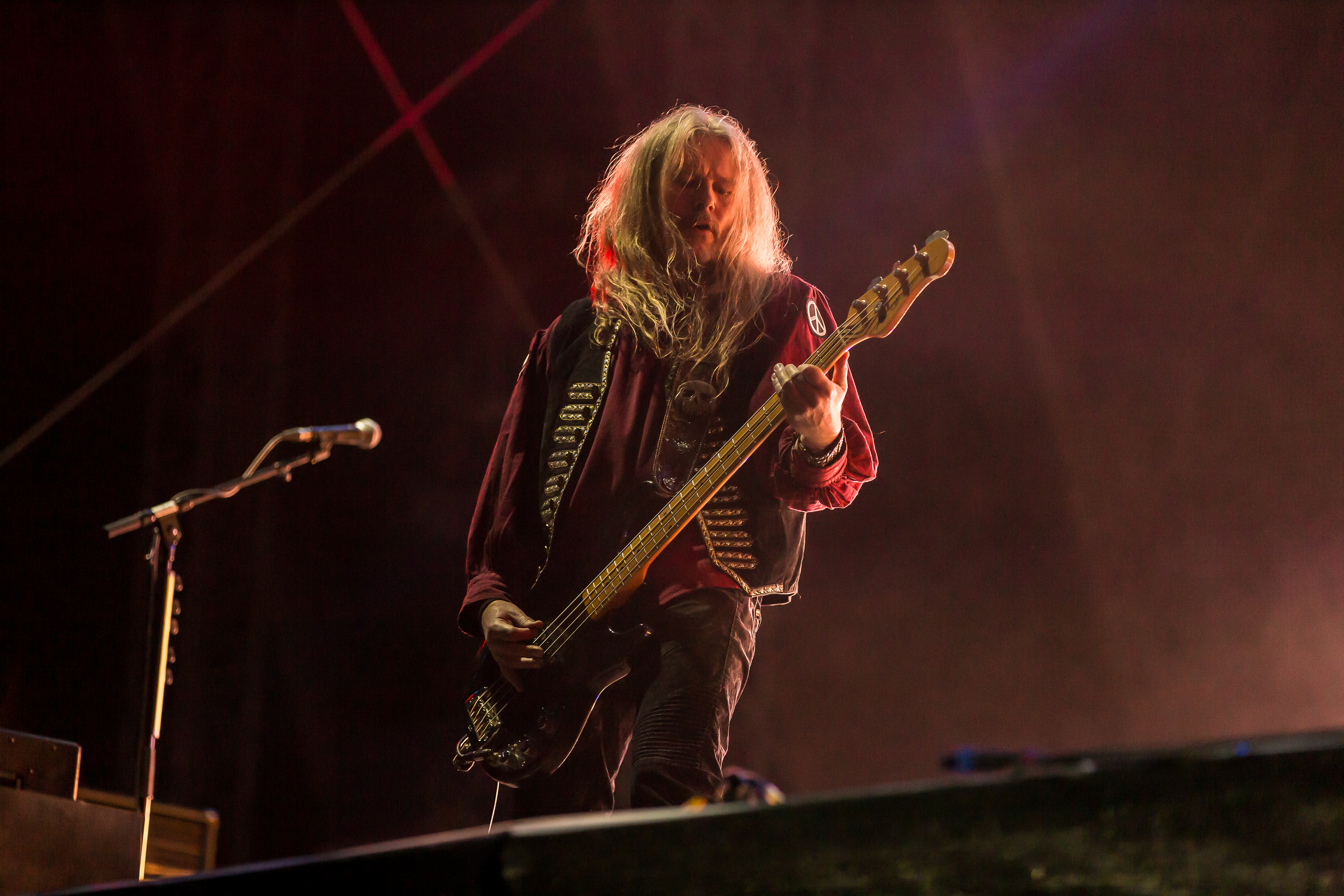
オーレ・ヘンペルマン(B) 2022年
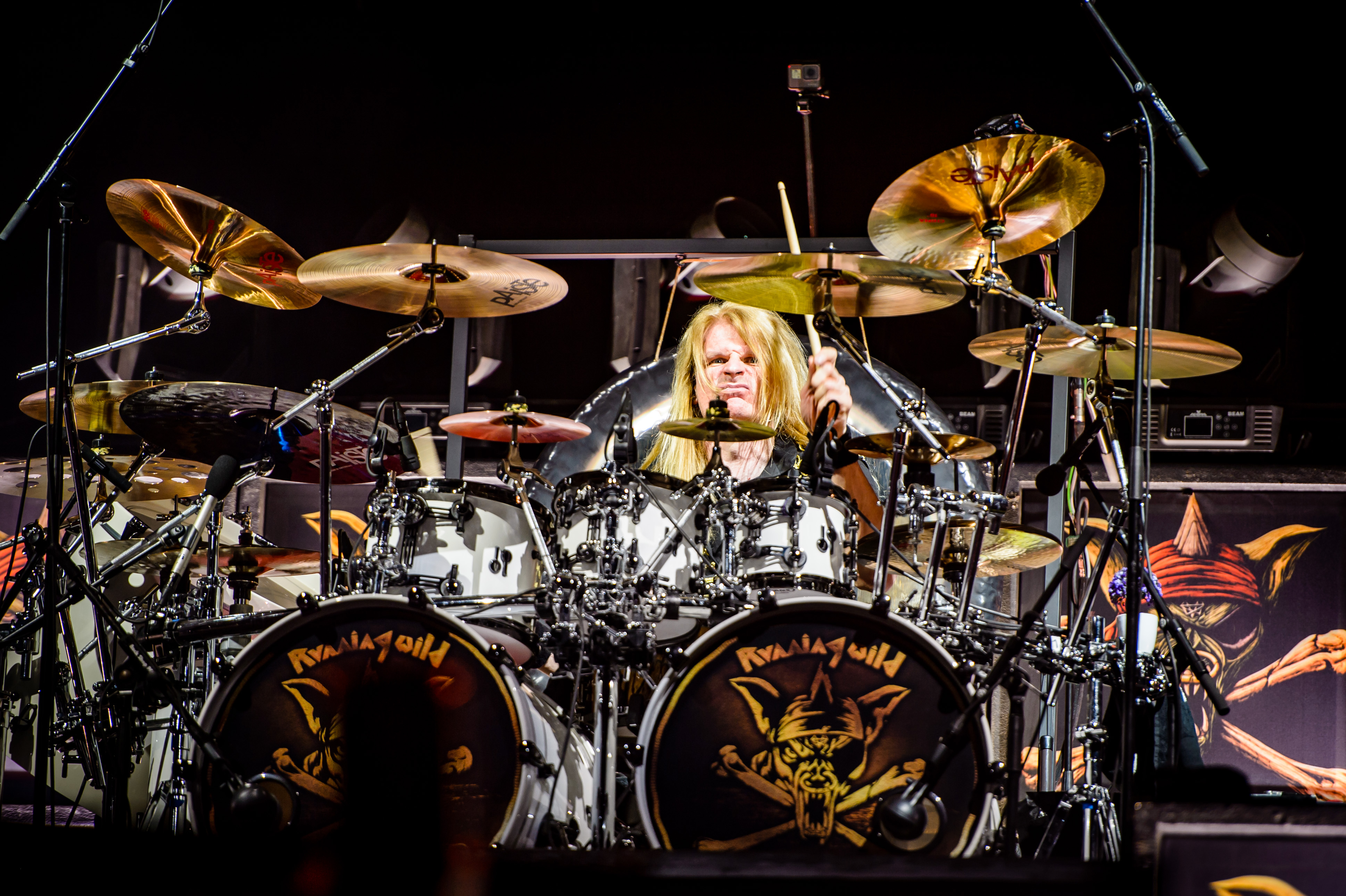
マイケル・ウォルパース(Ds) 2018年

### 旧メンバー
ギター
- ウヴェ・ベンディヒ (Uwe Bendig (1976-84)
- ジェラリド "プリーチャー" ワーネッケ (Gerald "Preacher" Warnecke) (1984-85)
- マイク・モティ (Majk Moti) (1985-90) ♰RIP.2023
- アクセル・モーガン (Axel Morgan) (1990-93)
- シロ・ハーマン (Thilo Herrmann) (1994-01)
- ベアンド・アウファーマン (Bernd Aufermann) (2002-04)

ベース
- ヨルグ・シュワルツ (Jörg Schwarz) (1976)
- クリステン・デヴィッド (Carsten David) (1976-79)
- マティアス・カウフマン (Matthias Kaufmann) (1980-83)
- ステファン・ボリス (Stephan Boriss) (1984-87)
- ヤンス・ベッカー (Jens Becker) (1987-92)
- トーマス・シュムジンスキー (Thomas Smuszynski) (1992-02)
- ピーター・ピヒェル (Peter Pichl) (2002-09)
- ヤン・S・エッカート (Jan S. Eckert) (2009)

ドラムス
- マイケル・ホフマン (Michael Hoffmann) (1976-82)
- ウォルフガング "ハッシェ" ハーゲマン (Wolfgang "Hasche" Hagemann) (1982-87)
- ステファン・シュヴァルツマン (Stefan Schwarzmann) (1988-90)
- ヨルグ・マイケル (Jörg Michael)  (1990, 1994-98)
- リュディガー "AC" ドレッファイン (Rudiger Dreffein) (1990-92)
- クリス・エフティミアディス (Christos Efthimiadis) (1998-99, 2001)
- アンジェロ・サッソ (Angelo Sasso) (2000-02) ♰RIP.2007
- マティアス・リーベトゥルース (Matthias Liebetruth) (2002-09)

## ディスコグラフィ

### スタジオ・アルバム
- 1984 Gates to Purgatory
- 1985 Branded and Exiled
- 1987 『アンダー・ジョリィ・ロジャー』 Under Jolly Roger
- 1988 『ポート・ロイヤル』 Port Royal
- 1989 『デス・オア・グローリー』 Death or Glory
- 1991 『ブレイズン・ストーン』 Blazon Stone
- 1992 『パイル・オブ・スカルズ』 Pile of Skulls
- 1994 『ブラック・ハンド・イン』 Black Hand Inn
- 1995 『マスカレード』 Masquerade
- 1998 『ライヴァルリー』 The Rivalry
- 2000 『ヴィクトリー』 Victory
- 2002 The Brotherhood
- 2005 Rouges en Vogue
- 2012 Shadowmaker
- 2013 『レジリエント』 Resilient
- 2016 Rapid Foray
- 2021 『ブラッド・オン・ブラッド』 Blood on Blood

### ライヴ・アルバム
- 1988 『レディ・フォー・ボーディング』 Ready for Boarding
- 2002 Live
- 2011 The Final Jolly Roger

### シングル
- 1984 Victim Of States Power
- 1989 Bad to the Bone
- 1990 Wild Animal
- 1991 Little Big Horn
- 1992 Lead or Gold
- 1994 The Privateer

### ベスト・アルバム
- 1991 ザ・ファースト・イヤーズ・オブ・パイラシー - The First Years of Piracy
初期3枚から選曲された再録ベスト。
- 1998 ストーリー・オブ・ジョリー・ロジャーThe Story of Jolly Roger
日本独自選曲のベスト・アルバム。
- 2003 20イヤーズ・イン・ヒストリー - 20 Years in History
『The Brotherhood』までのアルバムから、各2曲ずつ収録した2枚組。全曲にリミックスが施されており、未発表曲や初レコーディングとなったアルバム・デビュー前の2曲も収録。
- 2006 Best of Adrian